# Volones
Volones erano nell'antica Roma i volontari. Il termine viene dal verbo volo ("voglio") ed era applicato a coloro che servivano nell'esercito romano senza averne l'obbligo. Indicava più specificatamente gli schiavi cui veniva concesso in casi di eccezionale necessità di combattere nell'esercito.
Ciò accade in particolare nella seconda guerra punica dopo la battaglia di Canne, quando non c'era un numero sufficiente di uomini liberi per completare le legioni e circa 8.000 schiavi giovani e di robusta costituzione si offrirono per essere arruolati. In seguito parteciparono alla battaglia di Cuma a fianco del console Tiberio Sempronio Gracco.
La loro proposta fu accettata e ricevettero un'armatura a spese dell'erario  e avevano anche la possibilità di affrancarsi.
In seguito il termine indicò gli schiavi che erano scelti o a cui era permesso di prendere le armi in difesa dei loro padroni, se volevano, e conquistarsi così l'affrancamento.